# ربطة سوداء
ربطة سوداء (بالإنجليزية: Bonding) هو مسلسل كوميدي امريكي من إخراج رايتور دويل وبطولة زوي ليفين. تم عرض المسلسل يوم 16 يناير 2020 على منصة نتفليكس.

## أحداث المسلسل
تيفاني "تيف" تشيستر (زوي ليفين) طالبة علم نفس تعمل بدوام جزئي كسيدة مسيطرة (فيمدوم). تطلب مساعدة بيت ديفين (بريندان سكانيل)، صديقها المقرب من المدرسة الثانوية وهو مثلي الجنس، ليكون مساعدها. ليعيدا لتواصل في مانهاتن، حيث يعمل بيت كنادل وكوميدي ستاند أب طموح يعاني من رهبة المسرح. وتكافح تيف لتحقيق التوازن بين حياتها الشخصية، دراستها، وعملها، بينما يتعرض بيت لعالم السادية والمازوخية وBDSM، مما يساعده تدريجيًا على التحرر في حياته.

## روابط خارجية
- ربطة سوداء على موقع IMDb (الإنجليزية)
- ربطة سوداء على موقع ميتاكريتيك (الإنجليزية)
- ربطة سوداء على موقع روتن توميتوز (الإنجليزية)
- ربطة سوداء على موقع نتفليكس (الإنجليزية)
- ربطة سوداء على موقع فيلمافينيتي (الإسبانية)
- ربطة سوداء على موقع كينوبويسك (الروسية)
- ربطة سوداء على موقع ألو سيني (الفرنسية)
- ربطة سوداء على موقع قاعدة بيانات الفيلم (الإنجليزية)